# Cascos Blaus de les Nacions Unides

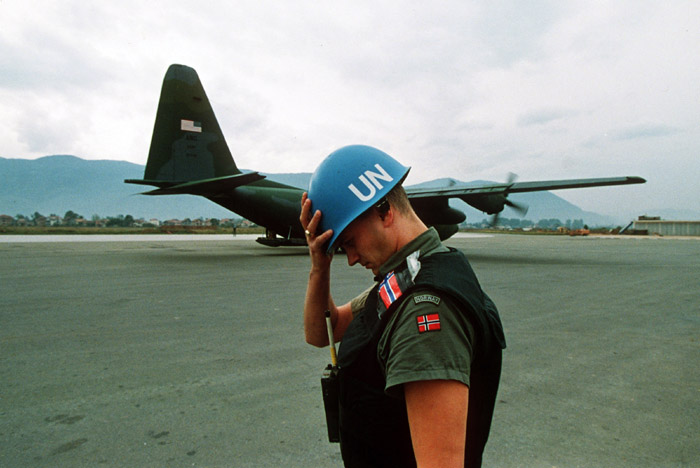
Casc Blau de l'exèrcit noruec durant el setge a la ciutat de Sarajevo (1992-1995)

Cascos Blaus és el nom que reben els integrants dels cossos especials de l'ONU, a causa del color dels cascos que porten a l'uniforme. Participen en comeses internacionals per mandat directe del Consell de Seguretat i en formen part soldats dels exèrcits integrants de les Nacions Unides, que formen una força multinacional.

## Orígens

missions finalitzades
missions en curs

El seu origen es remunta al 29 de maig de 1948, quan el Consell de Seguretat de les Nacions Unides va advocar per la creació d'una força multinacional que posés fi a les hostilitats entre Egipte i Israel i en supervisés la treva. Aquesta missió, però, no fou militar sinó que hi foren presents com a observadors.
La primera missió militar fou el 1956 durant la crisi del Canal de Suez, arran d'una resolució presentada a l'Assemblea General de l'ONU pel ministre d'afers estrangers canadenc Lester Bowles Pearson.
Posteriorment han actuat en altres conflictes a l'Orient Mitjà, el Líban, Xipre, Moçambic, Somàlia, Bòsnia, etc.

## Objectius
Els Cascos Blaus, o Força de Manteniment de la Pau de les Nacions Unides, tenen la missió de:
- supervisar l'ús de l'alto el foc;
- desarmar i immobilitzar els combatents;
- protegir la població civil;
- realitzar el manteniment de la llei i l'ordre i entrenar una força local de policia;
- neteja de mines als territoris.

## Premis concedits
El 1988, la Força Internacional dels Cascos Blaus de les Nacions Unides va rebre, a causa de la seva labor pacífica, el Premi Nobel de la Pau per la participació en nombrosos conflictes des de 1956.
El 1993, la força dels Cascos Blaus destacada a l'antiga Iugoslàvia va rebre el Premi Príncep d'Astúries de Cooperació Internacional.